# Blondie (band)
 For alternative betydninger, se Blondie. (Se også artikler, som begynder med Blondie)
Blondie er en rockgruppe[kilde mangler] fra New York City i USA. Gruppen henregnes normalt til punk/New Wave-scenen, der startede som et undergrundsorkester i 1975, men med det tredje album, Parallel Lines, fra 1978 brød bredt igennem med en række melodiske popmelodier og sangeren Debbie Harry som det naturlige midtpunkt. Hendes popularitet blev med tiden et problem, og da den anden af gruppens grundlæggere, Chris Stein, i 1982 fik helbredsproblemer, stoppede gruppen sit virke. I 1997 genopstod gruppen imidlertid, og med bagkataloget samt nyt materiale har de siden været aktive, om end populariteten er knap så stor som i første omgang.

## Historie
Gruppen blev grundlagt i 1975 af guitaristen Chris Stein og Debbie Harry, der gennem nogle år havde spillet sammen i en gruppe ved navn "The Stilettos". De to fandt også sammen privat, og i 1974 dannede de deres egen gruppe sammen med tre andre musikere. Navnet Blondie blev fastslået i slutningen af 1975 med en henvisning til Harrys markante hår.
Gruppen blev snart kendt på en række af New Yorks undergrundsklubber, og det gav en pladekontrakt, så gruppen udsendte sit første album Blondie i 1976. Det følgende år skrev Rolling Stone positivt om gruppen, og samme år gav den første kommercielle succes i Australien. Flere albums blev udsendt, snart også i resten af verden, og snart fulgte succes i blandt andet England. Fra det tredje album Parallel Lines fik gruppen bred succes med flere pophits med en blanding af punk og disco, og Blondie var et stort navn, da Chris Stein fik diagnosticeret en sjælden sygdom. Samtidig var der internt i gruppen uro over, at Debbie Harry var så meget i fokus på bekostning af resten af gruppen, og Harry selv havde også svært ved at håndtere populariteten. Resultatet blev, at gruppen stoppede sit samarbejde, og medlemmerne gik hver til sit.
Gennem de følgende år blev gruppen i stigende grad anerkendt blandt yngre musikere, blandt andet Madonna, og da Chris Stein samtidig var kommet sig over sin sygdom, begyndte han at arbejde for at gendanne gruppen. I 1998 lykkedes det ham at få Debbie Harry og to af de øvrige originale medlemmer med, og suppleret med et par nye medlemmer gik gruppen i gang med at lave et nyt album, No Exit, der udkom i 1999 og blev et pænt hit. Yderligere et album er kommet siden, og gruppen turnerer fortsat i 2006. Samme år blev gruppen optaget i Rock and Roll Hall of Fame.

## Gruppens medlemmer
Gruppen havde fra starten følgende medlemmer:
- Chris Stein, guitar
- Debbie Harry, sang
- Clem Burke, trommer og percussion
- Jimmy Destri, keyboards
- Gary Valentine, bas

I 1977 forlod Valentine gruppen og i stedet kom:
- Nigel Harrison, bas
- Frank Infante, guitar

Den gendannede gruppe i 1998 bestod af:
- Chris Stein
- Debbie Harry
- Clem Burke
- Jimmy Destri
- Leigh Foxx, bas
- Paul Carbonara, guitar

Destri har forladt gruppen og er erstattet af 
- Kevin Patrick, keyboards

## Diskografi
Blondie har udgivet følgende albums:
- Blondie (1976)
- Plastic Letters (1977)
- Parallel Lines (1978)
- Eat to the Beat (1979)
- Autoamerican (1980)
- The Hunter (1982)
- No Exit (1999)
- The Curse of Blondie (2003)
- Panic of Girls (2011)
- Ghosts of Download (2014)
- Pollinator (2017)

Blandt gruppens store hits kan nævnes:
- Denis (1977)
- Heart of Glass (1979)
- Call Me (1980)
- Atomic (1980)
- The Tide Is High (1980)
- Rapture (1981)
- Maria (1999)